# Banca Popolare della Marsica
Pour les articles homonymes, voir BPM.
La Banca Popolare della Marsica (abrégé BPM) est une banque italienne active entre 1957 et 2000, dont le siège se situait à Avezzano, et qui comptait 22 succursales réparties dans deux régions (les Abruzzes et le Latium).

## Histoire
La Banca Popolare della Marsica est fondée en 1957 à Avezzano, principale commune d'un district — la Marsica — d'une importance considérable pour l'économie de la province de L'Aquila et de la région des Abruzzes. La fondation de la banque, promue par l'Ente Fucino (puis l'A.R.S.S.A., Agenzia Regionale per i Servizi di Sviluppo Agricolo), avait pour objectif de contribuer à la croissance économique du territoire de la Marsica grâce au soutien financier accordé à l'artisanat, à la petite industrie, à l'agriculture et au commerce.
Le 5 septembre 1995, à la suite d'une décision de l'antitrust, la Banca Popolare della Marsica rejoint le groupe bancaire Banca Agricola Mantovana. À la suite de l'acquisition de la Banca Agricola Mantovana par la Banca Monte dei Paschi di Siena (MPS) en 1998, la Banca Popolare della Marsica est intégrée à la Banca Toscana le 20 novembre 2000, qui fusionne elle-même avec MPS en 2009.